# Nedlloyd Houtman (schip, 1977)
De Nedlloyd Houtman was een containerschip van Nedlloyd dat in 1977 gebouwd werd door Verolme Verenigde Scheepswerven waarbij het voorschip werd gebouwd in Amsterdam bij de Nederlandsche Dok en Scheepsbouw Maatschappij en het achterschip bij Verolme in de Botlek. De dubbelschroever werd opgeleverd met twee Sulzer 8RND90M dieselmotoren met opgeteld 53.600 pk die het schip een vaart gaven van zo'n 22 knopen, terwijl het 2714 TEU kon vervoeren. De opdracht voor de bouw van de Nedlloyd Houtman en Nedlloyd Hoorn was eind 1974 gegeven.

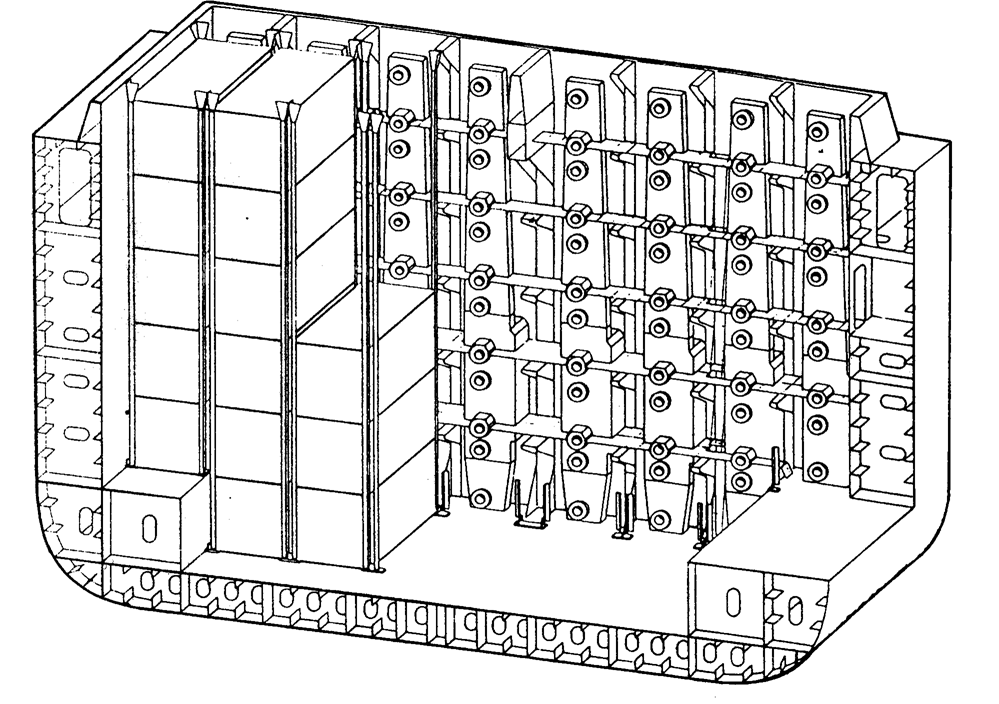
Schematische voorstelling van verticaal conair-systeem

Het was gebouwd voor de Southern Africa Europe Container Service (SAECS) en daartoe uitgerust met conair, een koelsysteem voor Porthole-containers. Het bleef echter niet op die dienst.
Het werd enkele malen gechartered door P&O waarbij het de naam Largs Bay kreeg. In 1998 werd het omgedoopt naar Aramac, in 2000 P&O Nedlloyd Adelaide en in 2006 Nedlloyd Adelaide. In 2007 arriveerde het schip in Chittagong waar het werd gesloopt.